# Sancia van der Meij
Sancia Esmeralda Theonilla van der Meij (Groningen, 1981) is een Nederlandse marien biologe met als specialisatie de diversiteit van koraalriffen, en in het bijzonder de in het koraal levende krabben van de familie Cryptochiridae (in het Engels gall crabs).

## Levensschets
Van der Meij groeide op in Roden (Nederland) in de provincie Drenthe en bezocht het atheneum in Groningen voor ze in 1999 enige tijd in Midden-Amerika doorbracht om Spaans te leren. Na haar terugkeer behaalde ze haar Bachelor of Science aan het Van Hall Instituut in Leeuwarden en van 2004 tot 2007 deed ze haar Master of Science in de biologie aan de Universiteit Leiden.
Vanaf 2008 deed Van der Meij verschillende werkzaamheden bij het Naturalis Biodiversity Center in Leiden. Een van de projecten betrof de systematiek van de venusschelpen (Veneridae), een familie van tweekleppigen. Daarbij werden drie nieuwe soorten ontdekt; van twee van de drie namen werd Van der Meij eerste auteur. Haar vrije tijd besteedde ze aan wetenschappelijke projecten op het gebied van de krabbenfamilie Cryptochiridae en koralen. Dat leidde in 2012 tot de formele start van een promotieonderzoek dat de relatie tussen de twee diergroepen als onderwerp had, en waarbij het werk in of in dienst van Naturalis plaatshad. Het veldwerk gebeurde in Indonesië en Maleisië en diverse andere tropische wateren waaronder de Rode Zee en de Caraïbische Zee. Ook hierbij ontdekte ze nieuwe diersoorten, in dit geval vier krabben. In alle gevallen werd ze de enige auteur van de naam. Ze promoveerde in 2015 aan de Universiteit Leiden op dit onderzoek. Daarna werd ze wetenschappelijk medewerker (Museum Research Fellow) aan het Oxford University Museum of Natural History in Oxford, onder de directie van Paul Smith. Sinds februari 2018 is ze universitair docent (assistant professor) aan de Rijksuniversiteit Groningen en leidt ze haar eigen onderzoeksgroep Marine Evolutionary Ecology. Daarnaast is ze gastmedewerker bij Naturalis Biodiversity Center.
Sinds 2014 is Van der Meij taxonomisch redacteur van de familie Cryptochiridae voor het World Register of Marine Species.

## Werken
soortbeschrijvingen
In de volgende publicaties is Van der Meij de (co)auteur van de eerste beschrijving van een of meer diersoorten:
- 2008. R.G. Moolenbeek, H. Dekker & S.E.T. van der Meij. Lioconcha lamprelli spec. nov. (Bivalvia: Veneridae) from Australia. Zoologische Mededelingen 82: 627–630; Naturalis
- 2010. S.E.T. van der Meij, R.G. Moolenbeek & H. Dekker. The Lioconcha castrensis species group (Bivalvia: Veneridae), with the description of two new species. Molluscan Research 30(3): 117–124; Naturalis
- 2014. S.E.T. van der Meij. A new species of Opecarcinus Kropp & Manning, 1987 (Crustacea: Brachyura: Cryptochiridae) associated with the stony corals Pavona clavus (Dana, 1846) and P. bipartita Nemenzo, 1980 (Scleractinia: Agariciidae). Zootaxa 3869(1): 44–52; DOI:10.11646/zootaxa.3869.1.4
- 2015. S.E.T. van der Meij, M.L. Berumen & G. Paulay. A new species of Fizesereneia Takeda & Tamura, 1980 (Crustacea: Brachyura: Cryptochiridae) from the Red Sea and Oman. Zootaxa 3931(4): 585–595; DOI:10.11646/zootaxa.3931.4.8
- 2015. S.E.T. van der Meij. Host relations and DNA reveal a cryptic gall crab species (Crustacea: Decapoda: Cryptochiridae) associated with mushroom corals (Scleractinia: Fungiidae). Contributions to Zoology 84(1): 39–57; Naturalis
- 2015. S.E.T. van der Meij. A new gall crab species (Brachyura, Cryptochiridae) associated with the free-living coral Trachyphyllia geoffroyi (Scleractinia, Merulinidae). ZooKeys 500: 61–72; DOI:10.3897/zookeys.500.9244
- 2023. S.E.T. van der Meij. Lithoscaptus aquarius sp. nov. (Decapoda: Cryptochiridae) Described from a Catalaphyllia jardinei (Scleractinia) out of the Aquarium Trade. Arthropoda 2023, 1(3), 350-358. https://doi.org/10.3390/arthropoda1030012

overige publicaties
- 2014. S.E.T. van der Meij & B.T. Reijnen. The curious case of Neotroglocarcinus dawydoffi (Brachyura, Decapoda): biogeographic patterns resulting from isolation. Systematics and Biodiversity 12: 503-512; DOI:10.1080/14772000.2014.946979
- 2014. S.E.T. van der Meij & C.D. Schubart. Monophyly and phylogenetic origin of the gall crab family Cryptochiridae (Decapoda: Brachyura). Invertebrate Systematics 28: 491-500; DOI:10.1071/IS13064
- 2015. S.E.T. van der Meij, C.H.J.M. Fransen, L.R. Pasman & B.W. Hoeksema. Phylogenetic ecology of gall crabs (Cryptochiridae) as associates of mushroom corals (Fungiidae). Ecology and Evolution 5: 5770-5780; DOI:10.1002/ece3.1808
- 2015. Z. Waheed, F. Benzoni, S.E.T. van der Meij, T.I. Terraneo & B.W. Hoeksema. Scleractinian corals (Fungiidae, Agariciidae and Euphylliidae) of Pulau Layang-Layang, Spratly Islands, with a note on Pavona maldivensis (Gardiner, 1905). Zookeys 517: 1-37; DOI:10.3897/zookeys.517.9308
- 2016. M.A. Meyers-Muñoz, G. van der Velde, S.E.T. van der Meij, B.E.M.W. Stoffels, T. van Alen, Y. Tuti & B.W. Hoeksema. The phylogenetic position of a new species of Plakobranchus from West Papua, Indonesia (Mollusca, Opisthobranchia, Sacoglossa). ZooKeys 594: 73–98; DOI:10.3897/zookeys.594.5954
- 2016. B.E.M.W. Stoffels, S.E.T. van der Meij, B.W. Hoeksema, J. van Alphen, T. van Alen, M.A. Meyers-Muñoz, N.J. de Voogd, Y. Tuti & G. van der Velde. Phylogenetic relationships within the Phyllidiidae (Opisthobranchia, Nudibranchia). ZooKeys 605: 1-35; DOI:10.3897/zookeys.605.7136
- 2016. S.E.T. van der Meij & A.M. Nieman. Old and new DNA unweave the phylogenetic position of the eastern Atlantic gall crab Detocarcinus balssi (Monod, 1956) (Decapoda: Cryptochiridae). Journal of Zoological Systematics and Evolutionary Research 54: 189-196; DOI:10.1111/jzs.12130
- 2017. B.T. Reijnen & S.E.T. van der Meij. Coat of many colours? DNA reveals polymorphism of mantle patterns and colouration in Caribbean Cyphoma Röding, 1798 (Gastropoda, Ovulidae). PeerJ 5: e3018; DOI:10.7717/peerj.3018